# Twistringen
Twistringen is een stad en gemeente in de Duitse deelstaat Nedersaksen. De stad ligt in het Landkreis Diepholz. Twistringen telt 12.423 inwoners.

## Indeling van de gemeente
De stad Twistringen bestaat uit acht stadsdelen. Tussen haakjes het aantal inwoners. Peildatum: 31 januari 2019.
- Abbenhausen, bestaande uit: Abbenhausen, Binghausen, Brümsen, Hinterm Holze, Köbbinghausen, Üssinghausen	(671)
- Altenmarhorst	met Neuenmarhorst en Horst (805)
- Heiligenloh, met Bissenhausen, Borwede, Ellinghausen, Ridderade, Stophel (1.077)
- Mörsen	(1.105)
- Natenstedt met	Abbentheren, Duveneck, Ellerchenhausen, Lerchenhausen, Rüssen (575)
- Scharrendorf met Stöttinghausen (1.267)
- Stelle	(318)
- Twistringen (centrum) 7.160

Totaal aantal inwoners per 31-01-2019 gehele gemeente: 12.968.	

## Ligging, verkeer, vervoer
Het stadje ligt op 29 km ten noordoosten van Diepholz en op 8 km ten zuidwesten van Bassum, aan de Bundesstraße 51 Bremen - Osnabrück v.v.. Twistringen  heeft sinds 1873 ook een station aan de spoorlijn tussen die twee steden. Zie: Spoorlijn Wanne-Eickel - Hamburg.
Aan de noordkant van de stad strekt zich het Naturpark Wildeshauser Geest uit.
Bij het stadje ontspringt de Delme, waaraan Delmenhorst zijn naam dankt.
De economie van Twistringen draait om de landbouw en aanverwante nijverheid. Door de nabijheid van het Naturpark Wildeshauser Geest is er ook enig toerisme.
Vroeger, tot ongeveer 1990, werd aan de rand van Twistringen in een groeve versteende klei gedolven. Hierbij zijn regelmatig voor de wetenschap der paleontologie belangrijke gidsfossielen opgegraven, vooral fossiele soorten slakken. De vondsten dateren uit het Mioceen en zijn ca. 15 miljoen jaar oud.

## Geschiedenis
De plaats bestaat sinds ongeveer 1250. In de 16e eeuw werd door de Reformatie de bevolking overwegend protestants, maar de landheer, Prinsbisdom Münster zorgde in 1668 voor een re-katholisering. In 1964 werd Twistringen tot stad verklaard.
Op 13 november 1973 stortte een Belgisch militair vliegtuig, een Starfighter tijdens een militaire oefening neer op een huis in stadsdeel Mörsen. Daarbij vielen 6 doden, onder wie de piloot en twee in het huis wonende kinderen.

## Bezienswaardigheden
- Museum der Strohverarbeitung: museum voor stroverwerking: de plaats heeft sinds omstreeks 1700 een traditie van het bewerken van stro, o.a. door strooien hoeden te maken
- Deels gereconstrueerde , vroegmiddeleeuwse Hünenburg, ten zuidoosten van het centrum in Stöttinghausen

## Geboren in Twistringen
Hartwig Steenken (1941–1978), springruiter

## Partnergemeentes
- Kaišiadorys in Litouwen
- Bonnétable in Frankrijk

## Galerij

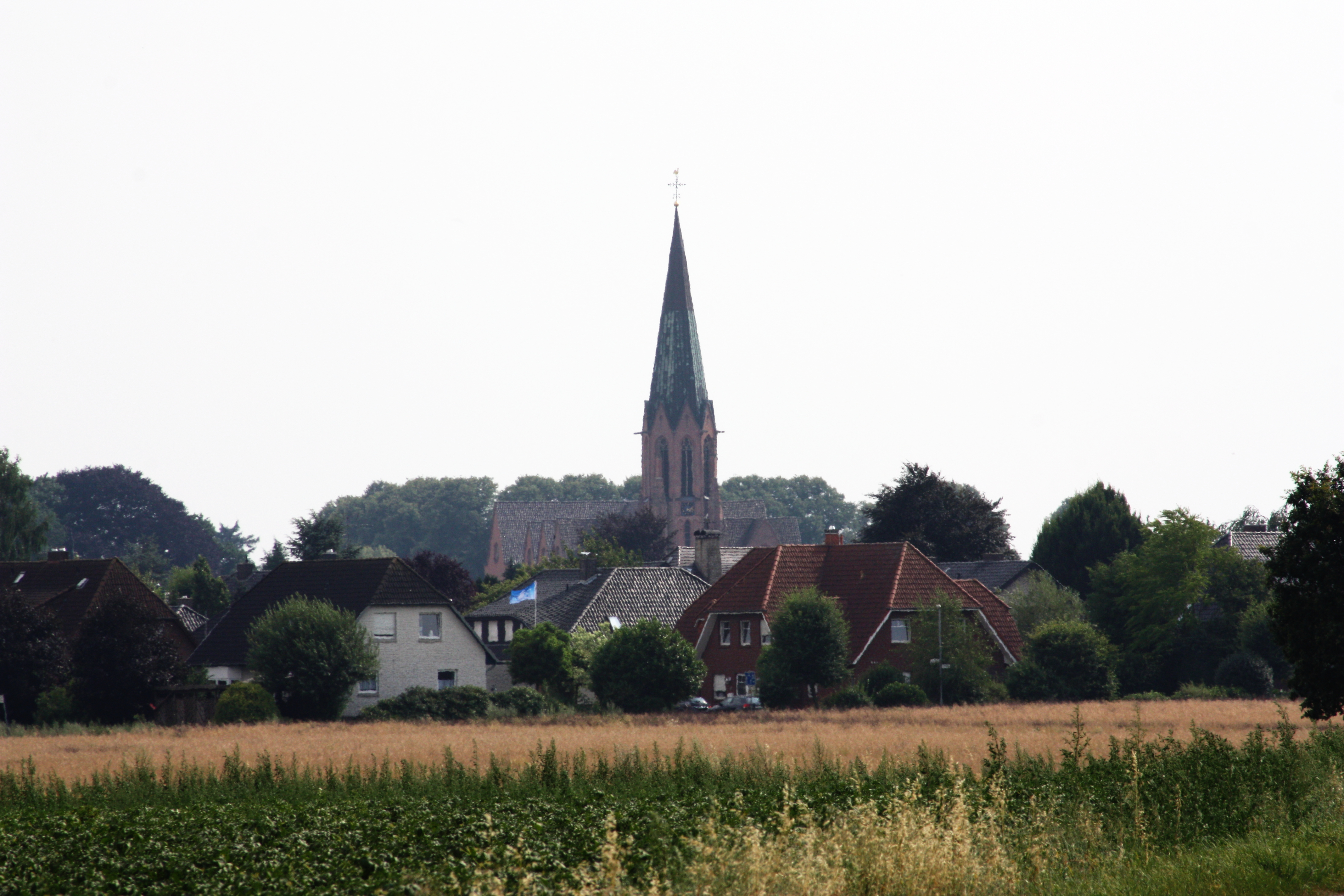
Gezicht op de stad
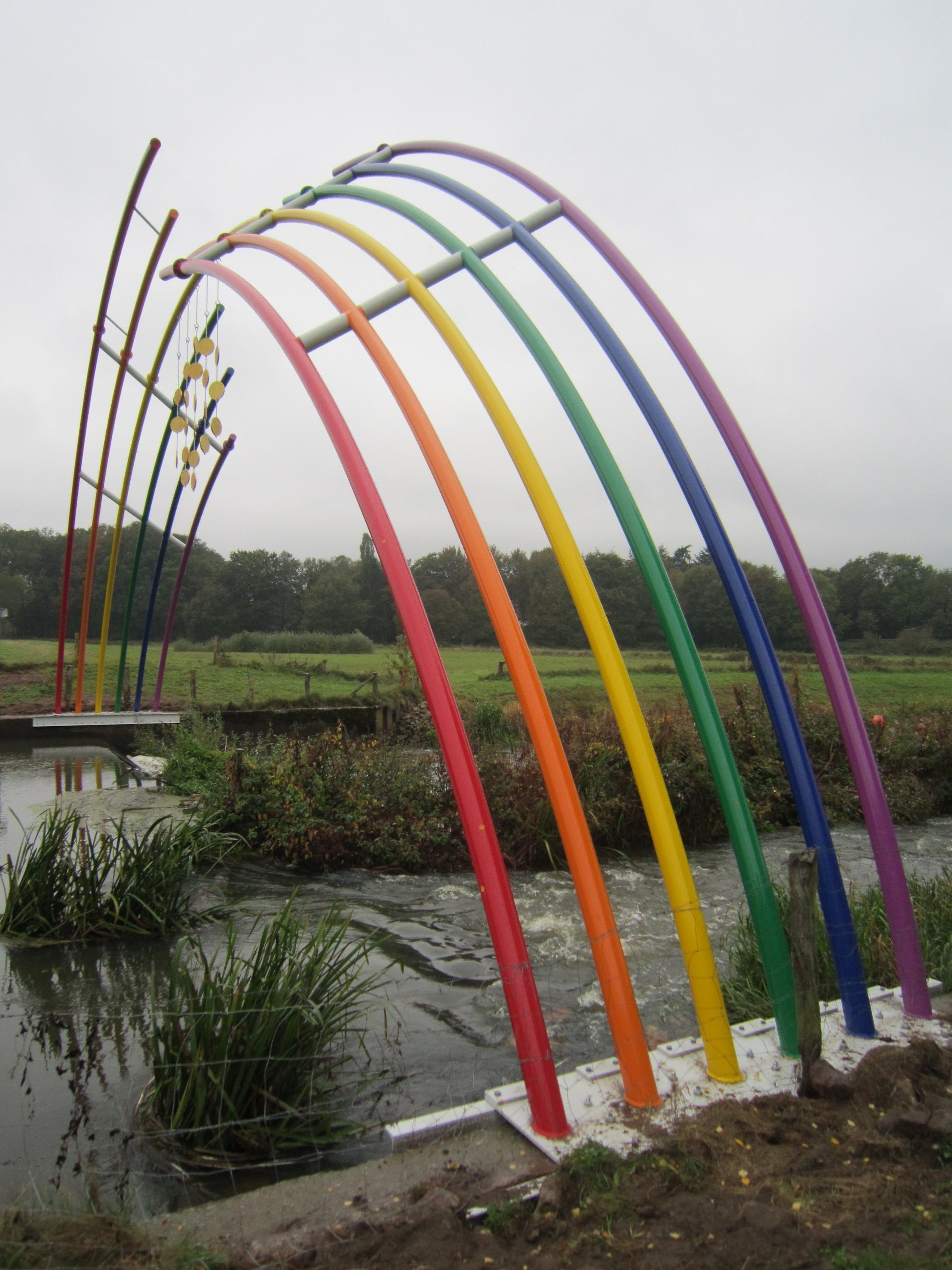
Stalen kunstwerk "Goldregen"'
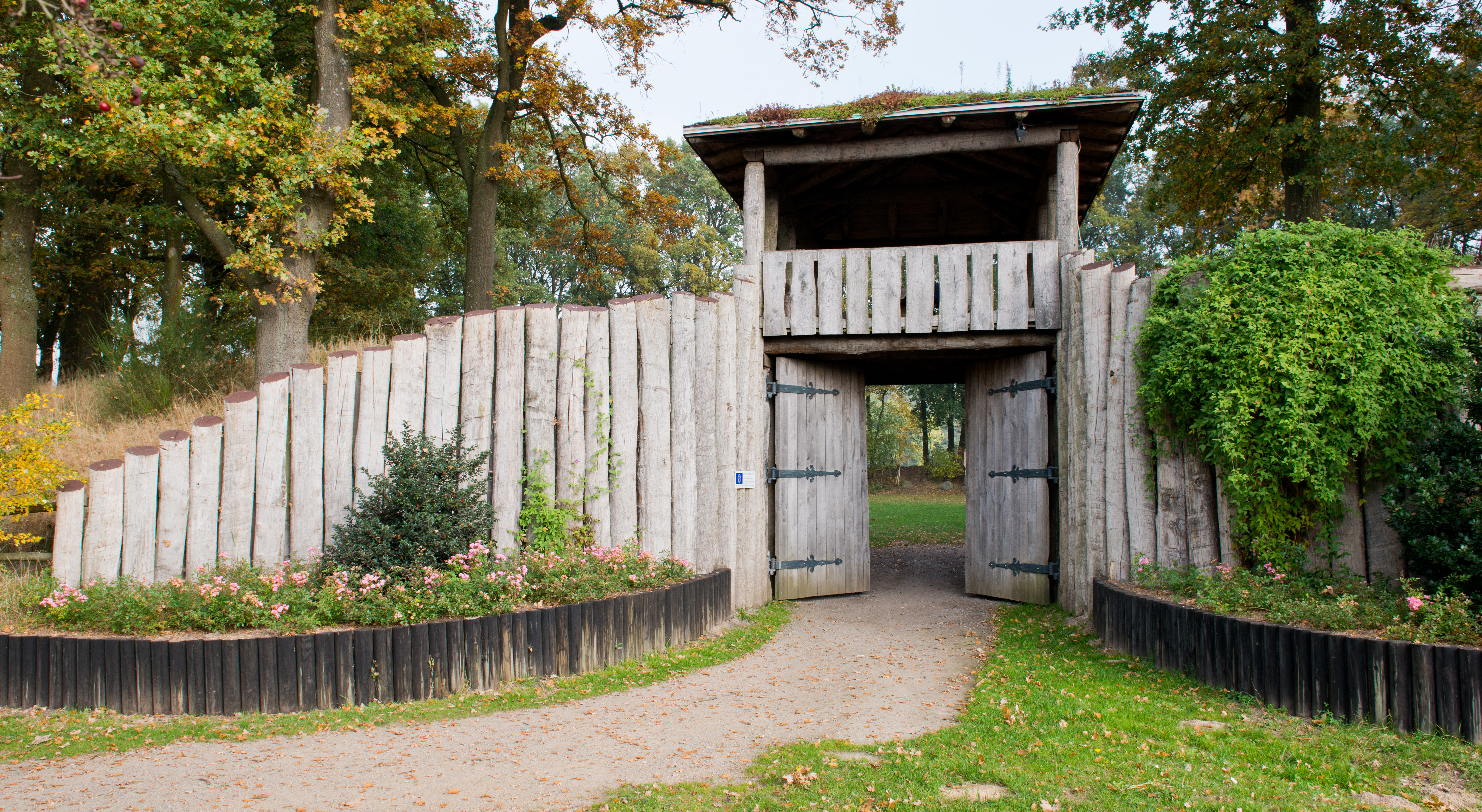
Restant ringmuur vroegmiddeleeuwse Hünenburg in stadsdeel Scharrendorf
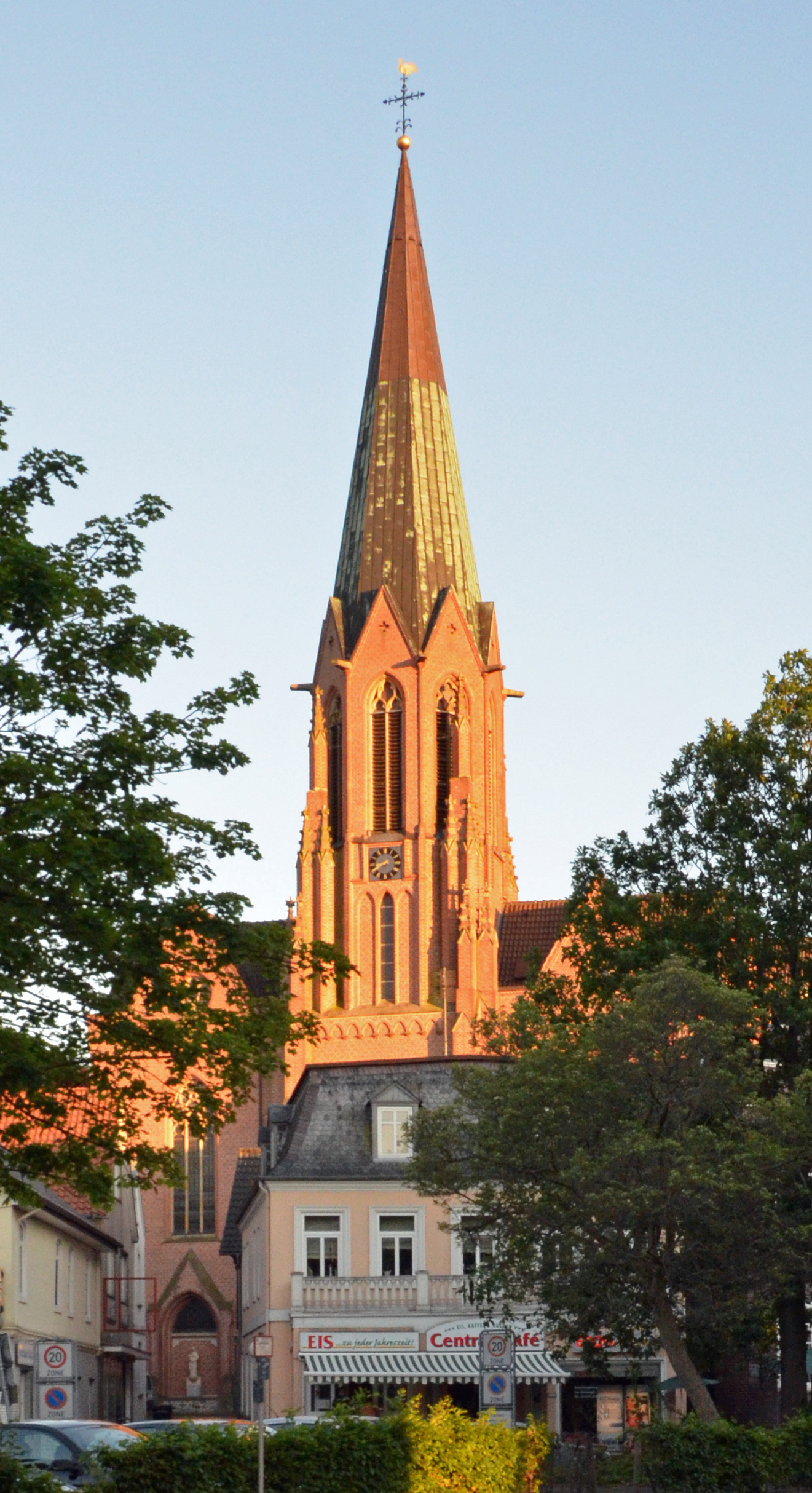
19e-eeuwse rooms-katholieke St.-Annakerk in Twistringen
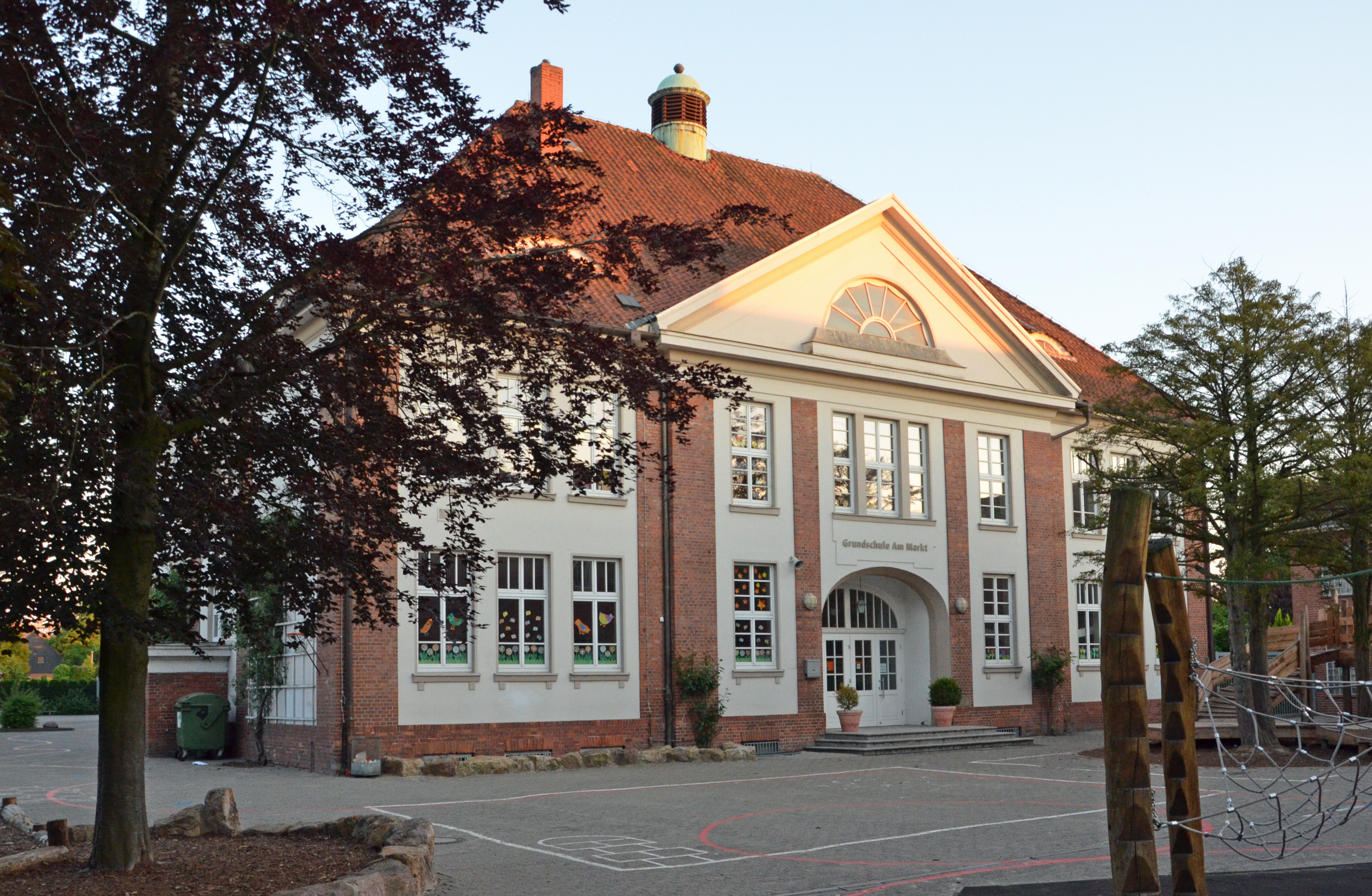
Monumentaal gebouw, dat een basisschool herbergt
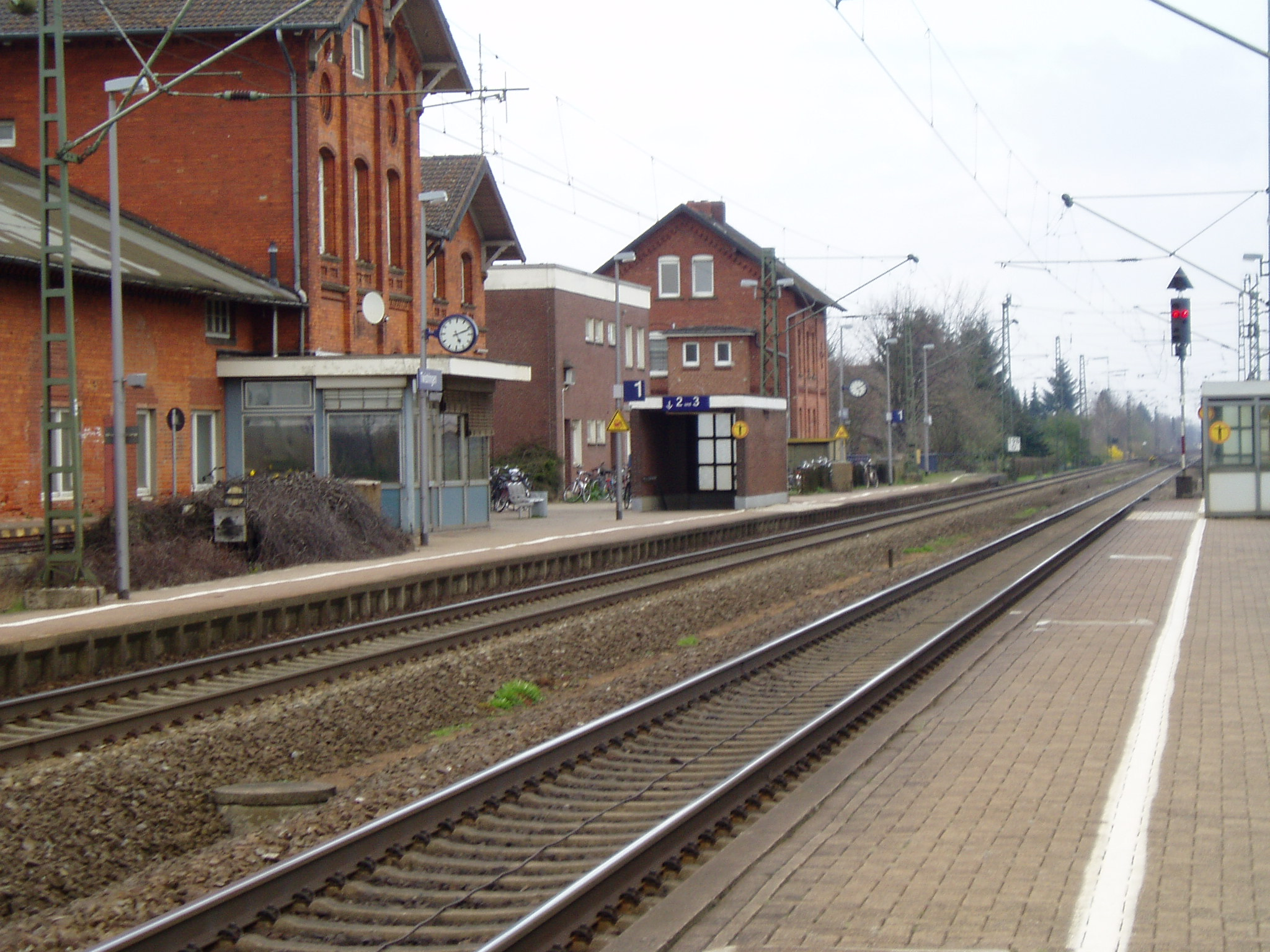
Station Twistringen
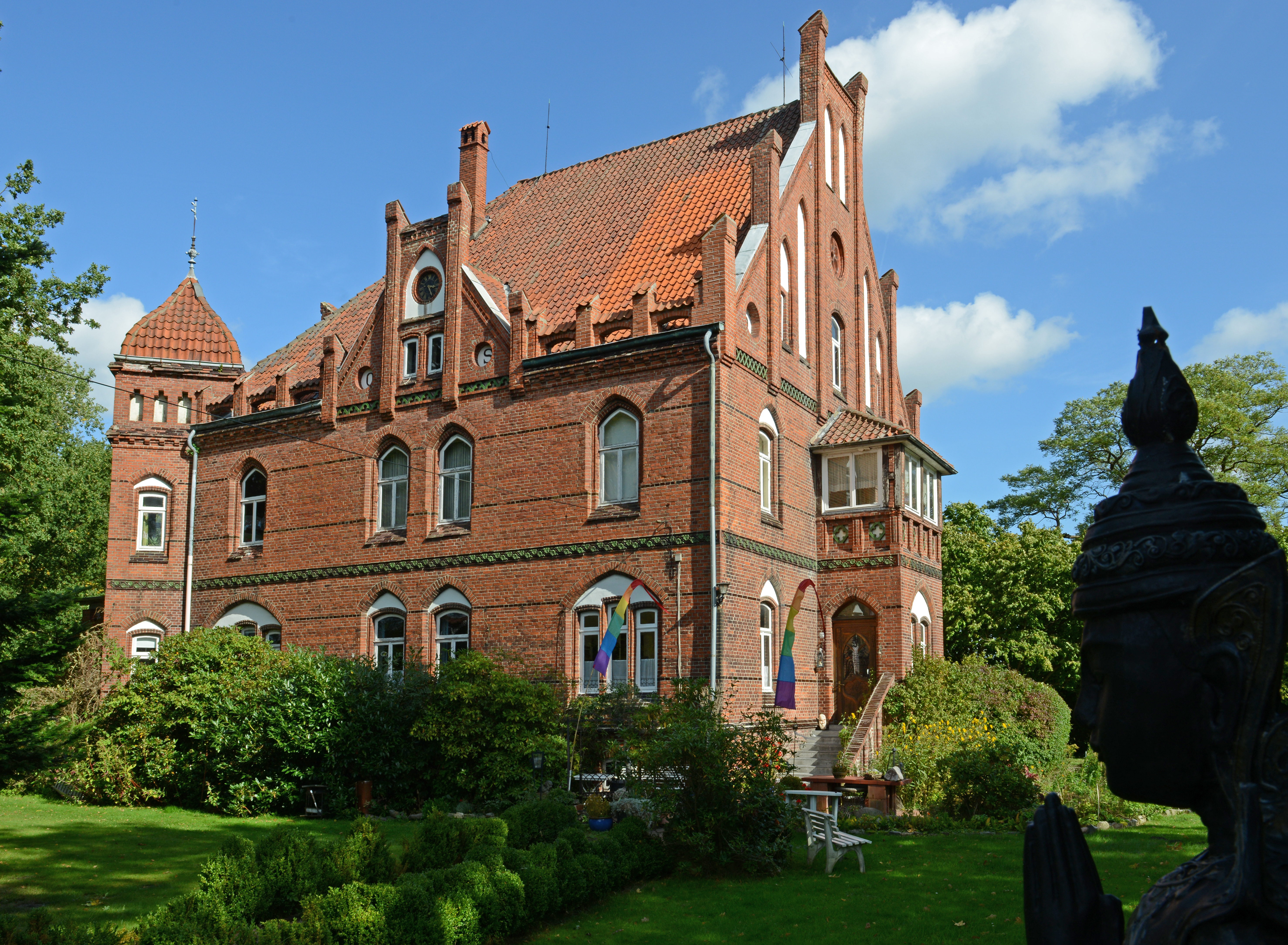
Altenmarhorst
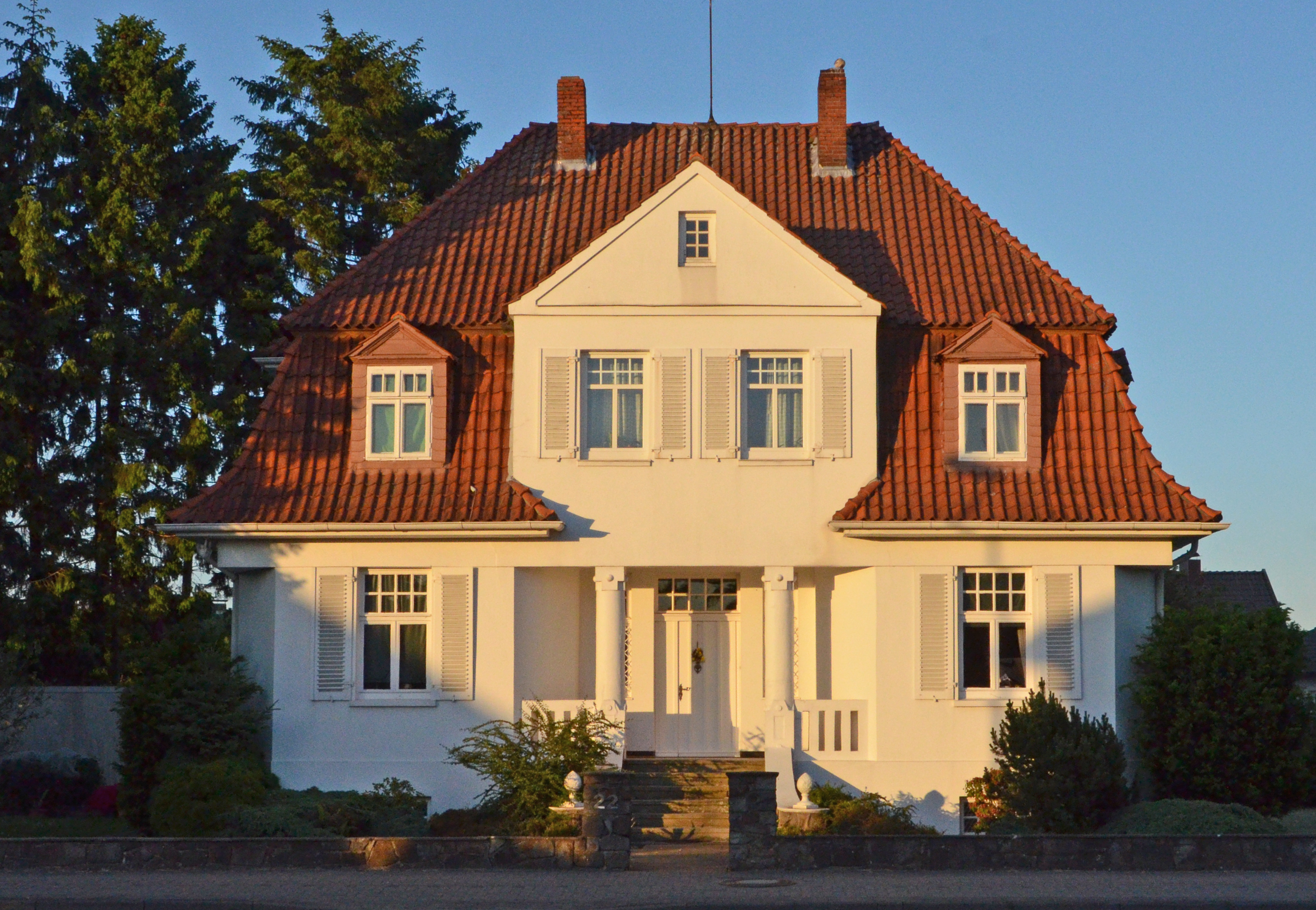
Fabrikantenvilla
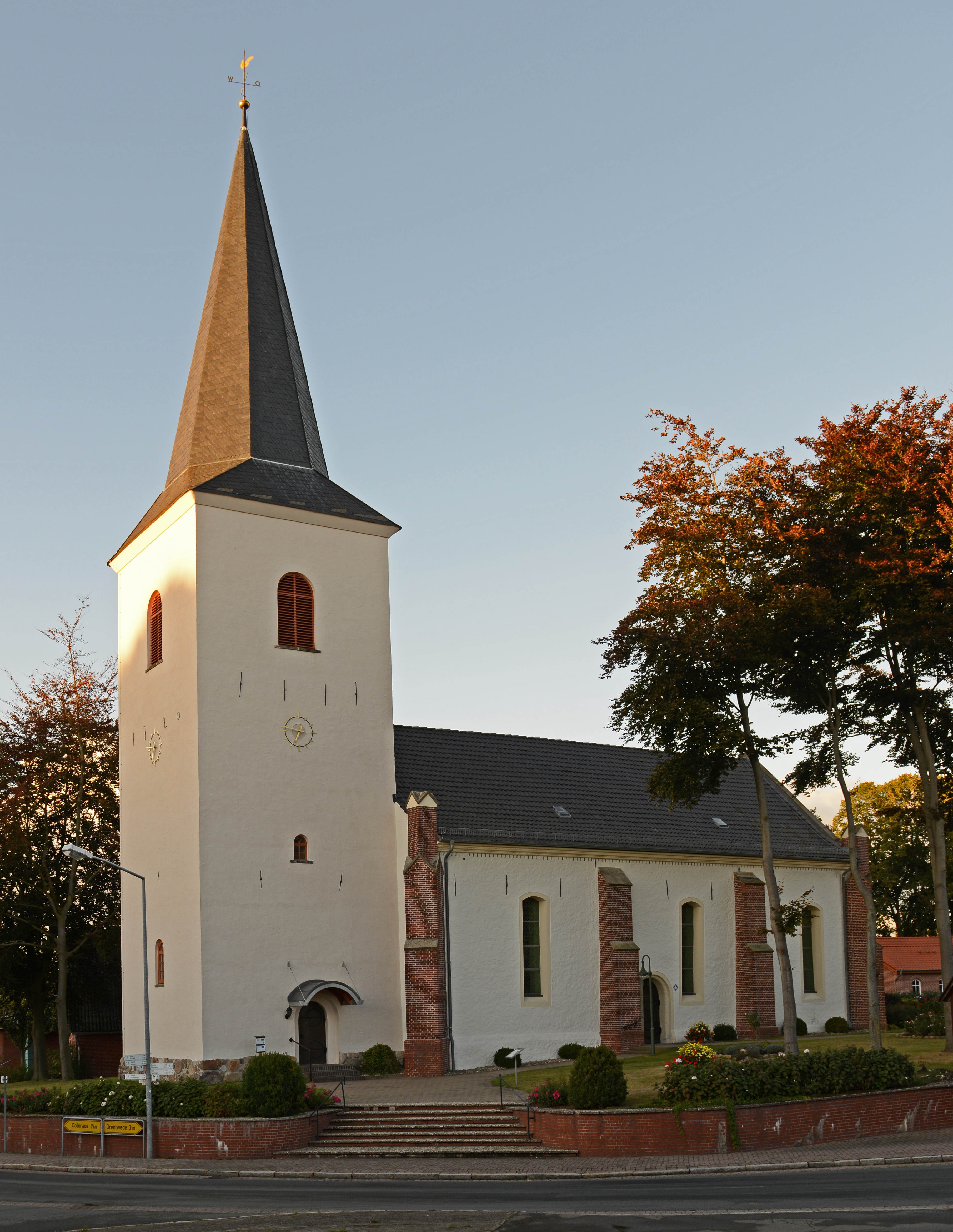
13e-eeuwse gotische dorpskerk Heiligenloh

- Gemeinsame Normdatei: 4061307-0
- Library of Congress Control Number: n88659015
- Nationale Bibliotheek van Israël: 987007562627105171
- Virtual International Authority File: 154887527
- WorldCat: E39PBJkD7VtD7rbHBfbqxpwKVC